# 陈岸
陈岸（1910年—2008年），原名杨善安，又名陈翔，男，广西贵县人，中华人民共和国政治人物，曾任广西壮族自治区革命委员会民政局局长，广西壮族自治区人大常委会副主任，第七届全国人大代表。